# Megamphopus geogianus
Megamphopus geogianus är en kräftdjursart. Megamphopus geogianus ingår i släktet Megamphopus och familjen Isaeidae. Inga underarter finns listade i Catalogue of Life.